# موسکورلو
موسکورلو (به لاتین: Müskürlü) یک منطقه مسکونی در جمهوری آذربایجان است که در شهرستان گوی‌چای واقع شده‌است. موسکورلو ۱۰۴۰ نفر جمعیت دارد.